# لي تشانغ-غانغ
لي تشانغ-غانغ (هانغل: 리창강) هو لاعب كرة قدم كوري جنوبي في مركز حراسة المرمى، ولد في 9 ديسمبر 1984 في ناغويا في اليابان. لعب مع فاغيانو أوكاياما.

## وصلات خارجية
- لي تشانغ-غانغ على موقع رابطة كرة القدم اليابانية للمحترفين (اليابانية)
- لي تشانغ-غانغ على موقع Soccerway.com (الإنجليزية)